# Тонкий м'яз
Тонкий м'яз (т. gracilis) плоский, довгий і стрічкоподібний, розташований поверхнево вздовж присередньої поверхні стегна. У верхній частині стегна присередньо від тонкого м'яза розміщений довгий привідний м'яз, а позаду - великий привідний м'яз.
У нижній третині стегна попереду топкого м'яза розташований кравецький м'яз, а позаду - півперетинчастий м'яз. На рівні колінного суглоба тонкий м'яз лежить між кравецьким і півсухожилковим м'язами.
Початок: від передньої поверхні нижньої гілки лобкової кістки і нижнього краю лобкового симфізу.
Прикріплення: до присередньої частини горбистості великогомілкової кістки і фасції гомілки, беручи участь в утворенні поверхневої гусячої лапки разом із сухожилками й всухожилкового і кравецького м'язів.
Функція: приводить стегно, згинає гомілку в колінному суглобі і одночасно обертає її до середини.
Кровопостачання: затульна і поверхнева зовнішня соромітна артерія, а також гілки стегнової артерії.
Іннервація: затульний нерв (L2-L4).